# Scolioplecta
Scolioplecta là một chi bướm đêm thuộc phân họ Tortricinae của họ Tortricidae.

## Các loài
- Scolioplecta allocotus Common, 1965
- Scolioplecta araea Turner, 1916
- Scolioplecta comptana (Walker, 1863)
- Scolioplecta exochus Common, 1965
- Scolioplecta molybdantha Meyrick, 1910
- Scolioplecta ochrophylla Turner, 1916
- Scolioplecta rigida (Meyrick, 1910)